# مشاع 3 تل شيراز (جهاد أباد كرمان)
مشاع 3 تل شیراز (بالإنجليزية: Masha-ye 3 Tall-e Shiraz)‏ هي منطقة سكنية تقع في إيران في البلدة المركزية. يقدر عدد سكانها بـ 76 نسمة .